# Belgen in Luxemburg
In 1 februari 2011 woonden 16.926 Belgen in Luxemburg. Zij vormden hiermee 3,3% van de totale bevolking van het land en 7,7% van de buitenlanders. 
Hun aantal stijgt statig sinds 1875. Toen woonden er slechts 1.353 Belgen in Luxemburg. De Belgen in Luxemburg zijn buitenproportioneel op arbeidsleeftijd. Onder de 30- tot 65-jarigen zijn zij oververtegenwoordigd; onder de jongeren, jonge volwassenen en 65-plussers daarentegen ondervertegenwoordigd. Ook is de meerderheid (73,6%) van de Luxemburgse Belgen ook in België geboren. Een tweede grote groep, 17,2%, is in Luxemburg geboren. Dit zijn vooral de jongeren. Zo is bijna tachtig procent van de nul- tot vier jarigen in Luxemburg geboren. 
Belgen wonen ook voornamelijk in de gemeenten nabij België. De gemeenten met de grootste percentages Belgen liggen vlak aan de grens: de bevolking van Rambrouch bestaat voor 17,4 % uit Belgen; die van Ell voor 17,7 % en Winseler heeft met 17,9 % het grootste aandeel Belgen in de bevolking. Over het algemeen kan gezegd worden dat het aandeel Belgen in een gemeente afneemt naarmate men verder van de grens komt. Luxemburg stad heeft echter de grootste bevolking Belgen in absolute cijfers, 3.982.